# Marina Stepanova
Marina Stepanova nacida Marina Makeyeva (Unión Soviética, 1 de mayo de 1950) es una atleta soviética retirada especializada en la prueba de 400 m vallas, en la que ha conseguido ser campeona europea en 1986.

## Carrera deportiva
En el Campeonato Europeo de Atletismo de 1986 ganó la medalla de oro en los 400 m vallas, con un tiempo de 53.32 segundos que fue récord del mundo, llegando a meta por delante de las alemanas Sabine Busch y Cornelia Feuerbach (bronce con 54.13 s).
Su mejor marca personal en los 400 m vallas, la consiguió en Taskent el 17 de septiembre de 1986 y fue de 52.94 segundos; y su mejor tiempo en los 400 metros, es de 54.78 segundos, logrado el 6 de marzo de 1987 en Indianápolis, Estados Unidos.